# Āfrēra Desēt
Āfrēra Desēt (znana również jako Franchetti Island) – wyspa w Etiopii, na jeziorze Afrera Je-czeu Hajk. Jest jedyną wyspą na jeziorze, leży w południowej części akwenu. Jest uważana za najniżej położoną wyspę na świecie, znajduje się na wysokości 103 m p.p.m.. Ma około 300 metrów średnicy, charakteryzuje się stromym ukształtowaniem terenu. Składa się ze skał wulkanicznych, pokrytych cienką warstwą osadów jeziornych oraz unikalnych mikrobialitów gipsowych. W 1929 roku Raimondo Franchetti został pierwszą znaną osobą, która stanęła na wyspie i nazwał ją swoim nazwiskiem. Wyspa jest uważana przez lokalne plemiona za przeklętą i nazywana "ziemią bez życia". Do 2023 roku odbyło się zaledwie pięć udokumentowanych wizyt na wyspie, z których ostatnia miała miejsce w 1973 roku przez włoskiego podróżnika Franco Dell’Oro. 